# Willem IX van Monferrato
Willem IX Paleologo (10 augustus 1486 – 4 oktober 1518) was markgraaf van Monferrato van 1494 tot 1518. Hij was een zoon van Bonifatius III en diens derde vrouw Maria Branković.
Op 31 augustus 1508 huwde hij te Blois met Anne van Alençon (30 oktober 1492 – Casale 18 oktober 1562), dochter hertog René van Alençon. Zij kregen drie kinderen:
- Maria (19 augustus 1509 – Casale 1560), non
- Margaretha (Casale 11 augustus 1510 – Mantua 28 december 1566); ∞ (16 november 1531) Federico II Gonzaga (1500 – 1540), hertog van Mantua, later markgraaf van Monferrato
- Bonifatius (1512 – 1530), markgraaf van Monferrato 1518